# Jordan Attah Kadiri
Jordan Attah Kadiri, född 11 mars 2000 i Idah, är en nigeriansk fotbollsspelare som spelar för rumänska UTA Arad.

## Karriär
Den 31 juli 2020 värvades Kadiri av belgiska Lommel SK, där han skrev på ett fyraårskontrakt. Den 30 augusti 2021 lånades Kadiri ut till norska Strømsgodset på ett låneavtal över resten av säsongen.
I februari 2022 återvände Kadiri till Östersunds FK på ett säsongslån. I september 2023 lånades han ut till Francs Borains på ett säsongslån. I juni 2024 värvades Kadiri av rumänska UTA Arad, där han skrev på ett ettårskontrakt med option på ytterligare ett år.